# Jüdische Gemeinde Rémilly
Eine Jüdische Gemeinde in Rémilly, einer französischen Gemeinde im Département Moselle in Lothringen, ist spätestens im 19. Jahrhundert entstanden.

## Geschichte
Die jüdische Gemeinde von Rémilly benutzte bis zur Errichtung der eigenen Synagoge im Jahr 1885 die Synagoge in Tragny. Am 31. Juli 1885 wurde die Synagoge in Rémilly eingeweiht, die im Zweiten Weltkrieg geschändet und 1959 verkauft wurde. Die Gesetzestafeln, die sich auf dem Dach der Synagoge befanden, stehen heute im Eingangsbereich des Rathauses. Die jüdische Gemeinde gehörte ab 1808 zum israelitischen Konsistorialbezirk Metz.

## Nationalsozialistische Verfolgung
16 jüdische Bewohner wurden 1942/43 von den deutschen Besatzern deportiert und ermordet, darunter sieben Kinder.